# André Brahic
André Fernand Brahic (París, Francia, 30 de noviembre de 1942-ibídem, 15 de mayo de 2016) fue un astrofísico, astrónomo y divulgador científico francés. Es conocido por haber descubierto los anillos de Neptuno y bautizado los arcos de uno de estos anillos que hacen referencia al lema oficial de Francia, «Liberté, égalité, fraternité» —libertad, igualdad y fraternidad—.

## Biografía
André Brahic nació en 1942, en París, en una familia procedente del pueblo minero de Petit-Brahic, en la comuna de Banne del departamento de Ardèche al sur de Francia. Varios de sus familiares fallecieron de silicosis, pero su padre abandonó las minas para trabajar en la industria ferroviaria.
Se licenció en matemáticas, especializándose en astronomía porque, según él, «la palabra sonaba como algo fascinante y divertido». Más tarde, André Brahic realizó su tesis en la Universidad de París VII Denis Diderot sobre el papel de las colisiones entre nubes moleculares en la formación de las galaxias. El modelo numérico que desarrolló durante su trabajo permitió una mejor comprensión de los anillos de Saturno y le abrió la puerta a la docencia.
Fue miembro de la Comisión francesa de Energías Alternativas y Energía Atómica, profesor en la Universidad de París VII Denis Diderot a partir de 1978, y director del laboratorio "Gamma-gravitation» dependiente del departamento de física de la misma universidad (UFR de Physique - Université Paris Diderot). Dedicó gran parte de su trabajo a las supernovas, la teoría del caos, la dinámica de las galaxias, los anillos planetarios y la formación del sistema solar, siendo considerado una autoridad mundial en este último campo.
Su gran interés por los anillos de los planetas gigantes le lleva a elaborar uno de los principales modelos de los anillos de Saturno. Más tarde en 1984, junto al científico estadounidense William Hubbard, descubre los anillos y arcos de Neptuno cinco años antes de ser fotografiados por la sonda Voyager 2. El sistema consta de cinco anillos que del más interior al más exterior son: Galle, Le Verrier, Lassell, Arago y Adams. El anillo Adams incluye a su vez cinco arcos más brillantes, aunque inicialmente solo tres fueron descubiertos y bautizados como «Libertad», «Igualdad» y «Fraternidad» por André Brahic, según el lema de la República Francesa, al ser descubiertos el año del bicentenario de la Revolución Francesa.
A partir de 1991 formó parte del equipo de imagenología del proyecto Cassini-Huygens, proyecto conjunto de la NASA y la ESA, del cual debía ser miembro hasta el año 2021.
André Brahic falleció de cáncer en su ciudad natal el 15 de mayo de 2016, a los 73 años de edad. Según el Presidente de la República Francesa, en una nota de prensa en homenaje al astrofísico, «Francia pierde un científico prodigioso y alegre cuyo único objetivo era compartir su pasión con el mayor número de personas».

### Neptuno en la mira
Pero si Saturno fue su estrella de elección, fue a Neptuno a quien le debía su fama. En 1984, Françoise Roques y Bruno Sicardy del Observatorio de Meudon (Hauts-de-Seine), a continuación, propone un programa de vigilancia que llevó al descubrimiento de los anillos del octavo planeta del sistema solar para el Observatorio Europeo Austral (ESO) de Silla (Chile). Estos se identifican inmediatamente por los nombres de los astrónomos que están interesados en la historia es: Galle, Le Verrier, Lassell, Arago, Adams. Pero el último anillo, Adams,

## Premios y distinciones
André Brahic recibió numerosas distinciones entre las cuales se pueden destacar la Medalla Carl Sagan a la Excelencia en Comunicación Pública de la Ciencia Planetaria en el año 2001 y la insignia de Caballero de la Legión de Honor de la República Francesa el 14 de julio de 2015. Desde 1990, el asteroide (3488) Brahic lleva el nombre del astrofísico francés en su honor. Finalmente, en el año 2006, André Brahic recibió el premio Jean-Perrin de la Sociedad Francesa de Física de vulgarización científica como resultado de su gran implicación en la divulgación del saber científico.

## Obras
- Brahic, André; Grenier, Isabelle (2009). Luces de estrellas. Grupo Planeta (GBS). ISBN 9788449322204.
- Brahic, André; Grenier, Isabelle (2008). Lumières d'étoiles: les couleurs de l'invisible (en francés). Odile Jacob. ISBN 9782738113436.
- Brahic, André (1999). Enfants du soleil: Histoire de nos origines (en francés). Editions Odile Jacob. ISBN 9782738179364.
- Brahic, André (2010). De feu et de glace: Planètes ardentes (en francés). Odile Jacob. ISBN 9782738199829.
- Brahic, André; Debray-Ritzen, Pierre (2013). Conversations dans l'univers (en francés). Albin Michel. ISBN 9782226214171.
- Brahic, André (2012). La Science: une ambition pour la France (en francés). Odile Jacob. ISBN 9782738179777.
- Greenberg, Richard; Brahic, A.; Matthews, Mildred Shapley (1984). Planetary rings (en inglés). University of Arizona Press. ISBN 9780816508280.